# Mecostibus succinctus
Mecostibus succinctus is een rechtvleugelig insect uit de familie Lentulidae. De wetenschappelijke naam van deze soort is voor het eerst geldig gepubliceerd in 1982 door Bouvy.